# SCOOBIE DO (アルバム)
SCOOBIE DO（スクービードゥ）は、Scoobie Doのスタジオ・アルバムである。
2006年、バンドと同名タイトルにしたスタジオ・アルバム。通常盤と、初回限定生産として通常盤にライヴ映像を収録したDVDが梱包されたBOX仕様が発売された。

## 収録曲
1. FLASH!
作詞/小山周、作曲/松木泰二郎
2. Funk Of One Nighter
作詞/小山周、作曲/松木泰二郎
3. Disco Ride
作詞/小山周、松木泰二郎、作曲/松木泰二郎
4. やっぱ音楽は素晴らしい feat.RHYMESTER
作詞/小山周、宇多丸、Mummy-D、DJ JIN、作曲/松木泰二郎
5. Star Dread
作詞/小山周、松木泰二郎、作曲/松木泰二郎
6. Rock'n Roll
作詞/小山周、作曲/松木泰二郎
7. Believer
作詞・作曲/松木泰二郎
8. Beautiful Life
作詞・作曲/松木泰二郎
9. BATDANCE
作詞・作曲/NELSON PRINCE ROGERS/PRINCE
10. 本能Get Back
作詞/小山周、作曲/松木泰二郎
11. Breakin' Beaters
作詞/小山周、松木泰二郎、作曲/Scoobie Do
12. What's Goin' On feat. RHYMESTER
作詞/小山周、宇多丸、Mummy-D、作曲/松木泰二郎
13. 音楽を鳴らすように
作詞/小山周、松木泰二郎、作曲/松木泰二郎
14. Guitar,Drums & Bass,Funky Microphone
作詞/小山周、作曲/Scoobie Do
15. Steppin' Loud
作詞/小山周、作曲/Scoobie Do
16. 愛はどこだ
作詞/小山周、松木泰二郎、作曲/Scoobie Do
17. 月光
作詞/松木泰二郎、小山周、作曲/松木泰二郎

全編曲、プロデュース/Scoobie Do

## 参加ミュージャン
- TSUKADA : キーボード、レコーディング、ミックスエンジニア

RHYMESTER
- 宇多丸 : mc
- Mummy-D : mc
- DJ JIN : turntable、mc

SOIL&"PIMP"SESSIONS
- タブゾンビ : トランペット
- 元晴 : サックス

## スタッフ
- 安田博域 : レコーディング、ミックスエンジニア
- 田中三一 : マスタリング

## DVD(初回版)
LIVE IN UNIT
1. Opening ~ What's Goin' On〈Funky4 ver.〉
2. Back On
3. PLUS ONE MORE
4. MC
5. ラストナンバー
6. FLASH!
7. Funky New Day pt.3
8. Little Sweet Lover ~ Funk-a-lismo! (メドレー)
2006年3月25日、代官山UNITでのライヴを約35分収録。